# Армавија
Армавија (јерм. Արմավիա) је била национална авио-компанија Јеменије са седиштем у Јеревану. Обављала је редовне линије из Јеревана до дестинација у Европи и Азији.
Армавија је 29. марта 2013. године објавила одлуку о банкроту и суспензији свих летова од 1. априла, али су сви летови били отказани већ 29. марта 2013. у вечерњим сатима.

## Флота
Флота Армавије се, у моменту објаве банкрота, састојала од следећих типова авиона:
- 2 Сухој Суперџет 100
- 2 Ербас А319
- 1 Ербас А320
- 1 Боинг 737
- 1 Иљушин Ил-86